# Apotropina rufescens
Apotropina rufescens är en tvåvingeart som först beskrevs av Oswald Duda 1934.  Apotropina rufescens ingår i släktet Apotropina och familjen fritflugor. Inga underarter finns listade i Catalogue of Life.